# Budownictwo ekologiczne

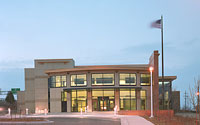
US EPA Kansas City Science & Technology Center - przykład budownictwa ekologicznego.

Budownictwo ekologiczne (także: zrównoważone budownictwo) – działalność człowieka związana z projektowaniem i wznoszeniem obiektów budowlanych przy wykorzystaniu zachowań właściwych dla zrównoważonego rozwoju, w szczególności przejawiająca się w dbałości o środowisko naturalne oraz oszczędne gospodarowanie surowcami w całym cyklu budowlanym: począwszy od projektu, poprzez prace konstrukcyjne, eksploatację budynku (właściwą eksploatację, prace remontowe, konserwatorskie i modernizacyjne) - aż do jego rozbiórki. Koncepcja wyznaczania standardów i zasad budownictwa opartego na elementach najmniej szkodliwych dla środowiska przez cały okres "życia" budynku ma źródło w bardzo ważnym miejscu, jakie zajmuje budownictwo w działalności człowieka. Polega m.in. na wykorzystywaniu materiałów bardziej przyjaznych dla środowiska naturalnego, zmniejszeniu poboru energii, zazielenianiu budynków i terenów do nich przylegających.

## Wybrane elementy zrównoważonego budownictwa
- Unikanie materiałów uciążliwych dla środowiska naturalnego[2].
- Właściwa lokalizacja - dom powinien dobrze komponować się z otoczeniem i nie zaburzać krajobrazu[2].
- Dom powinien być tak zaprojektowany, aby jak najbardziej ograniczać zużycie energii i produkcję zanieczyszczeń[2].

Jednakże nowe technologie są stale ulepszane, aby uzupełnić obecnie stosowane metody w tworzeniu struktur ekologicznych. Głównym celem 'ekologicznego budownictwa' jest zmniejszenie wpływu, jaki budownictwo wywiera na zdrowie człowieka oraz na otaczające środowisko naturalne, poprzez:
- poprawę zdrowotności budynków, czyli minimalizację potencjału szkodliwego dla zdrowia,
- minimalizację zanieczyszczeń do otoczenia, czyli znaczne zmniejszenie obciążenia naturalnego spowodowane przez budynki oraz ich zespoły,
- unikanie materiałów uciążliwych dla środowiska naturalnego,
- efektywne wykorzystanie energii odnawialnej, wody i innych surowców podczas wznoszenia i eksploatacji budynku,
- wykorzystanie naturalnej roślinności jako płaszcza biologicznego budynku,
- ochronę zdrowia mieszkańców oraz poprawę wydajności pracowników,
- redukcję ilości odpadów i zanieczyszczeń, ochrona przed degradacją środowiska.

Budownictwo ekologiczne opiera się na wyborze zdrowych materiałów i budownictwie energooszczędnym. Wykorzystuje energie czyste odnawialne, obejmuje racjonalną eksploatację budynków i dużą trwałość materiałów i obiektów budowlanych.
Podobną koncepcją, zwykle na mniejszą skalę, jest "budowa naturalna", która koncentruje się na wykorzystywaniu naturalnych materiałów dostępnych bezpośrednio na miejscu. Związana jest z tym również tzw. zielona architektura. Mimo iż większość programów 'zielony dom' nie dotyczy budynków już istniejących, ich zasady można wykorzystać w celu modernizacji zabudowań już istniejących. 
Ekologiczne praktyki budowlane mają na celu zmniejszenie wpływu, jaki budynki wywierają na środowisko. Dlatego też ich najważniejsza zasada brzmi: ekologiczny budynek to taki, który nie wymaga budowy. Nowe konstrukcje prawie zawsze powodują zniszczenia w obrębie miejsca budowy, dlatego modernizacja jest lepsza niż nowa budowa. Druga zasada brzmi: każdy budynek powinien być tak mały, jak to tylko możliwe − zmniejszenie powierzchni całkowitej, lepsze jej wykorzystanie, zmiana wykończenia i wyposażenia. Trzecia zasada: nie przyczyniać się do nadmiernego rozprzestrzeniania się (tendencja miast do rozrostu w sposób nieuporządkowany). Nie ma znaczenia, ile trawy można umieścić na dachu budynku oraz ile energooszczędnych okien zostanie zainstalowanych, jeśli tylko budynek przyczynia się do bezładnego rozrostu. Wówczas główne założenie ekologicznego budownictwa nie może zostać spełnione. Wypełnianie wolnych przestrzeni w mieście zawsze będzie bardziej atrakcyjne niż zagospodarowanie zielonych terenów pod miastem.

### Unikanie materiałów uciążliwych dla środowiska (wykorzystanie energii, wody i innych surowców)
Materiały budowlane na ogół uważane za „zielone” obejmują między innymi surowiec drzewny pochodzący z lasów certyfikowanych jako ośrodki dobrze zarządzające zasobami leśnymi i przeprowadzające w pełni kontrolowane wycinki. Pośród materiałów ekologicznych wyróżnić możemy także szybko regenerujące się materiały roślinne typu słoma, bambus, przystosowany kamień (naturalny lub z odzysku), metale z odzysku, a także inne materiały ponownego użytku, źródła odnawialne oraz nadające się do recyklingu (w tym: linoleum, wełna owcza, papierowe panele, cegła suszona na słońcu, bloczki ze sprasowanej ziemi, glina, wermikulit, len, trawa morska, korek, kokos, płyty pilśniowe, wapień, wysokiej jakości betony). Agencja Ochrony Środowiska (EPA) sugeruje również używanie jako materiałów konstrukcyjnych odpadów przemysłowych pochodzących z recyklingu, takich jak produkty spalania węgla, piasek odlewniczy oraz gruz z rozbiórek. Materiały budowlane powinny być wyodrębniane i wytwarzane w pobliżu budowy, aby zminimalizować zużycie energii, potrzebnej do ich transportu. Tam, gdzie to możliwe, elementy budowlane należy wyprodukować poza obrębem budowy, a następnie dostarczyć je w docelowe miejsce w celu maksymalizacji korzyści płynących z ich pozamiejscowego wytwarzania (m.in. minimalizacja powstawania odpadów, stosowanie recyklingu, powstawanie elementów wysokiej jakości, zmniejszenie hałasu i pylenia).

## Ochrona zdrowia oraz poprawa wydajności pracowników
Jakość otoczenia w pomieszczeniach (IEQ) to jedna z pięciu kategorii w systemie oceny LEED, stworzona w trosce o komfort, zdrowie i wydajność pracy użytkowników pomieszczeń. Kategoria IEQ obejmuje zwłaszcza tematy jakości powietrza w pomieszczeniu (IAQ), temperatury i oświetlenia. 
Celem IAQ jest redukcja lotnych zanieczyszczeń pochodzenia organicznego.
Na zmniejszenie emisji zanieczyszczeń do powietrza wpływa dobór odpowiednich materiałów budowlanych i wykończeniowych. Wiele z nich może emitować rozmaite gazy, niekiedy toksyczne, np. zawierające formaldehyd. Może to znacząco wpływać na zdrowie użytkowników pomieszczeń, ich samopoczucie i wydajność w pracy. Rezygnacja z takich szkodliwych produktów podwyższy współczynnik IAQ budynku. 
Kolejny ważny czynnik w kontroli jakości powietrza to osiadanie wilgoci. Wilgoć wpływa na przyrost pleśni oraz obecność bakterii, wirusów, roztoczy i innych mikroorganizmów. Do ich rozwoju może prowadzić woda dostająca się pod zewnętrzne powłoki budynku oraz jej kondensacja na chłodnych powierzchniach. Odpowiednia izolacja i szczelna pokrywa zabezpieczy budynek przed wilgocią z zewnątrz, ale nadal niezbędna jest odpowiednia wentylacja, by odprowadzić wilgoć powstającą wewnątrz.
Produkty drewniane, szczególnie podłogi, są często używane w środowiskach, w których przebywają alergicy. W przeciwieństwie do dywanów, nie zbierają się na nich alergeny i kurz. Dlatego alergikom zaleca się użycie drewna, winylu, linoleum i płytek, zamiast tradycyjnych dywanów. Drewniane podłogi przyczyniają się także do polepszenia jakości powietrza, absorbując lub  uwalniając wilgoć.

## Redukcja odpadów i zanieczyszczeń, ochrona przed degradacją środowiska
Zielona architektura dąży także do zmniejszenia utraty energii, wody i materiałów używanych podczas budowy. W trakcie budowy, jednym z celów powinno być zmniejszenie ilości materiałów kierowanych na składowiska odpadów.
Kiedy budynki nie nadają się już do użytkowania, są one zazwyczaj burzone, a odpady przenoszone są na składowiska. Dekonstrukcja jest to rodzaj technologii bezodpadowych, wykorzystujących odpady produkcyjne równocześnie z produkcją, bez ich wydalania na zewnątrz systemu produkcyjnego. Poprzez wybór odpowiednich materiałów i stosowanie techniki bezodpadowej można zmniejszyć zapotrzebowanie na energię pierwotną. Przykładami takich technologii są techniki ekstruzji (wyciskania), techniki prasowania i prasoodpowietrzania.